# Stopfei

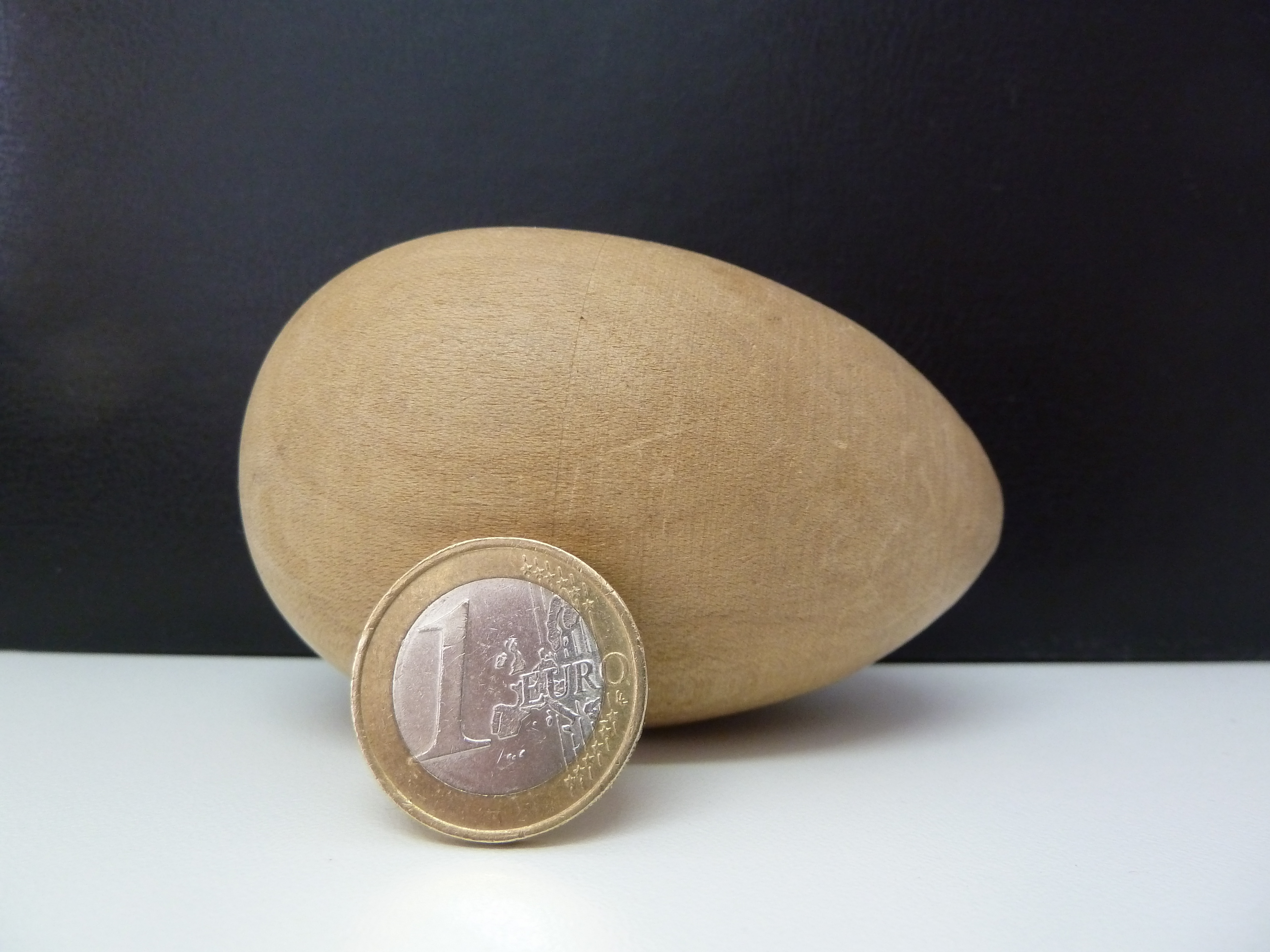
Stopfei aus Holz mit 1-Euro-Münze als Größenvergleich

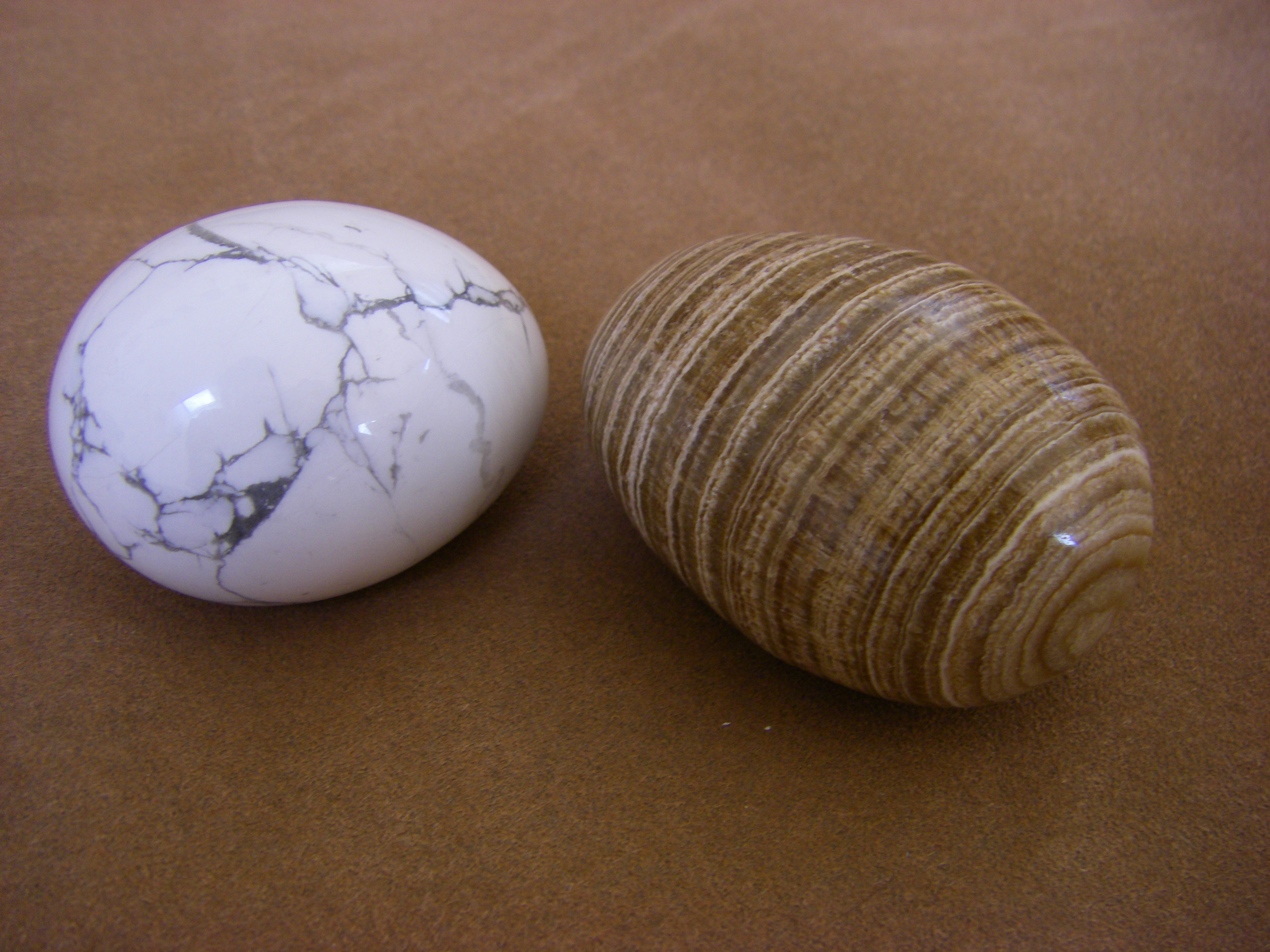
Steinerne Stopfeier

Ein Stopfei ist ein Gegenstand, der in Form und Größe einem Hühnerei entspricht. Es wird zum Stopfen eines Loches unter das Loch in einem Kleidungsstück geschoben und erleichtert durch das Aufspannen des Gewebes die Stopfarbeiten.
Stopfeier werden in der Regel aus Holz gedrechselt. Es gibt jedoch auch Stopfeier aus anderen Materialien. Bis ins zwanzigste Jahrhundert hinein wurden auch aufwändige Stopfeier mit Einlegearbeiten und anderen Verzierungen hergestellt, die ähnlich Fingerhüten verschenkt und gesammelt wurden.
Der auch als Erfinder tätige Konrad Adenauer erfand das von innen beleuchtete Stopfei. Es hat sich aber nicht durchgesetzt.